# Purbatua (Barumun)
Purbatua is een bestuurslaag in het regentschap Padang Lawas van de provincie Noord-Sumatra, Indonesië. Purbatua telt 492 inwoners (volkstelling 2010).